# Loviisa
Loviisa (svensk: Lovisa) er en by i det sydøstlige Finland. Byen har også et atomkraftværk ved samme navn.
I 1998-2010 var Lovisa en del af landskabet Östra Nyland. Fra 2011 er kommunen en del af landskabet Nyland. Kommunen og landskabet hører administrativt under Sydfinlands regionsforvaltning.